# Hammarby IF
Hammarby IF este un club de fotbal din Stockholm, Suedia fondat în anul 1897.

## Cupa
Performanțe obținute de Hammarby în cupa națională al Suediei.
| 2021 | Hammarby | 0 - 0 | Häcken |
|      | Hammarby |       |        |

| 2022 | Hammarby | 0 - 0 | Malmö        |
| 2010 | Hammarby | 0 - 1 | Helsingborgs |
| 1983 | Hammarby | 0 - 1 | Göteborg     |
| 1977 | Hammarby | 0 - 1 | Östers       |

| 2022 | Hammarby | 1 - 0 | Elfsborg    |
| 2021 | Hammarby | 1 - 0 | Djurgårdens |
| 2010 | Hammarby | 2 - 2 | Kalmar      |
| 1983 | Hammarby | 1 - 0 | Norrköping  |
| 1977 | Hammarby | 1 - 0 | Elfsborg    |

| 2016 | Hammarby | 2 - 3 | Häcken      |
| 2008 | Hammarby | 0 - 1 | Kalmar      |
| 2004 | Hammarby | 0 - 2 | Göteborg    |
| 1998 | Hammarby | 1 - 2 | Örgryte     |
| 1996 | Hammarby | 0 - 1 | AIK Solna   |
| 1985 | Hammarby | 0 - 1 | AIK Solna   |
| 1979 | Hammarby | 1 - 2 | Åtvidabergs |
| 1953 | Hammarby | 1 - 6 | Norrköping  |

## Palmares
| - Allsvenskan - Campioană : 2001 - Locul 2 : 1922, 1982, 2003 - Superettan - Campioană : 2014 | - Divizia 1 - Norra - Campioană : 1989, 1993, 1997 - Locul 2 : 1996 - Divizia 1 - Östra - Campioană : 1991 | - Cupa Suediei - Câștigătoare : 2021 - Finalistă : 1977, 1983, 2010 | - Cupa UEFA Intertoto - Câștigătoare : 2007 |

## Jucători importanți
| - Lennart 'Nacka' Skoglund - Sven Bergqvist - Ronnie Hellström - Kenneth Ohlsson - Mats Werner - Hans Eskilsson - Lars Eriksson - Mikael Hellström - Kennedy Bakircioglu - Alexander Östlund | - Ante Covic - Max von Schlebrügge - Suleyman Sleyman - Richard Kingson - Björn Runström - Pétur Marteinsson - Sebastian Eguren - Petter Andersson - Louay Chanko - Charlie Davies |